# أمل عفيفي
أمل عفيفي هي كاتبه وفنانه تشكيليه وأستاذة جامعية حاصلة على شهاده الدكتوراه في إدارة الأعمال من جامعة اَستون بانجلترا، وتعد إحدى مؤسسى جامعة النهضة ببنى سويف، ولها العديد من المؤلفات كما شاركت في العديد من المعارض الفنيه الفردية والجماعيه.

## حياتها وبدايتها ككاتبة
ولدت أمل صديق عفيفي بانجلترا، ولكنها قضت معظم سنوات دراستها بمصر، فحصلت على بكالوريوس المحاسبة من جامعة القاهرة ثم ماجستير إدارة الأعمال من الجامعة الأمريكية، وأخيرا الدكتوراه من جامعة آستون بانجلترا ولها العديد من الأبحاث والمؤلفات في مجال إدارة الأعمال.
قد بدأت حياتها بالكتابة للأطفال ثم اتجهت لتأليف الروايات كان منها «يوم من الأيام» وقد اشتركت أمل عفيفي مع الأستاذ هشام عيسوي في كتابة سيناريو وحوار فيلم ((الخروج من القاهرة)) وحصل الفيلم على جائزة إنجاز من مهرجان دبى 2010 كما حصل الفيلم على جائزة أفضل فيلم غير اوروبى في مهرجان الافلام الأوروبية المستقلة.

## مؤهلاتها العلمية
- بكالوريوس محاسبة من كلية التجارة جامعة القاهرة.
- ماجستير إدارة الأعمال من الجامعة الأمريكية بالقاهرة.
- دكتوراة إدارة الأعمال من جامعة اَستون بإنجلترا عام 2000.
- الخبرة.
- عضو مجلس أمناء جامعة النهضة منذ عام 2005.
- نائبة رئيس مجلس إدارة أكاديمية طيبة منذ عام 2009.
- مدرس إدارة أعمال منذ عام 2000.
- عضو عامل اتحاد الكتاب 2008.
- نائبة رئيس مجلس إدارة المجلة الشبابية (THE PULSE) منذ عام 2010.

## أعمالها المنشورة

### روايات
- رواية ديــما، الدار المصرية اللبنانية 2015.
- رواية الميراث، الدار المصرية اللبنانية 2012.
- رواية نقطة ومن أول السطر، الدار المصرية البنانية 2010.
- رواية يوم من الأيام، الدار العربية للعلوم ناشرون 2008.
- قصة انفلونزا الحمير (أدب ساخر) دار توشكا 2009.
- أيام في حياة محمد على، مشارق، 2007.

### كتب أطفال
- سلسلة كتب الأطفال حكايتنا كلنا: (السوق، عند الطبيب، الفصل، لست صديقتنا، كل يوم واجب، أبطال -الدوري ولكن).
- سلسلة كتب الأطفال رحلة الزمان: (كنز العمة مريم، الحفلة، الرحلة، وقلعة الموت) 2005.

- كنز العمة مريم.
- قلعة آلموت.
- الحفلة.
- الرحلة.
- كل يوم واجب.
- في الفصل.
- في السوق.
- ابطال الدورى ولكن.
- عند الطبيب.
- لست صديقتنا.

### كتب اجتماعية
- كتاب مشاكل تطبيق الخصخصة في مصرالهيئة المصرية للكتاب 2006.

### سيناريوهات أفلام
- سيناريو فيلم ” التمن ” المبنى على رواية ديــما إخراج هشام عيسوى وإنتاج الشركة المصرية للأفلام المستقلة.
- شاركت في كتابة سيناريو فيلم “الخروج من القاهرة” مع هشام عيسوي CAIRO EXIT 2010، والذي حصل على عدة جوائز دولية أهمها جائزة أفضل فيلم غير أوروبى في مهرجان الافلام الأوربية في باريس.
- الفيلم القصير ” إيدى صغيرة ” الذي حصل على جائزة الابداع من مهرجان المنتجين العرب بالقاهرة في 2015.

### المعارض الفردية
- “أغانى لها معانى ” يونية 2009 لوحات من وحى أغانى الفنان محمد منير بساقيه الصاوى.
- ” للحقيقة وجوه كثيرة ” يونية 2011 بقاعة الفنون بالمكتبة الموسيقية بدار الاوبرا.

### المعارض الفنية الجماعية التي شاركت بها
- صالون القطع الصغيره بساقيه الصاوى 2010.
- معرض “الطبيعة في عيون الفنانات” بساقيه الصاوى 2011.
- “صالون الربيع″ بساقيه الصاوى 2012.
- معرض “صحبه فن” في المكتبة الموسيقيه بالاوبرا 2012.
- معرض الخيول العربيه 2013.
- معرض ” المرسم ” بقاعة الهناجر بالاوبرا يناير 2015.[2]